# Le Fond de la bouteille (roman)
Le Fond de la bouteille est un roman policier de Georges Simenon, paru en 1949.
Simenon écrit ce roman en août 1948 à Stud Barn, Tumacacori (Arizona), États-Unis.

## Résumé
En rentrant de Nogales, où il a passé la soirée au bar et chez des filles, P. M. rencontre sur le pas de sa porte Donald, son frère, évadé de prison, qu'il n'a plus vu depuis des années. Donald veut qu'on le fasse passer au Mexique où l'attendent sa femme Mildred et ses enfants. Mais c'est le moment où la rivière en crue empêche toute traversée et isole les ranchers de la vallée. 
Pour sauvegarder sa respectabilité, P. M. va cacher à Nora et aux autres ranchers la véritable identité de l'inconnu accueilli chez lui et présenté comme un ami qui a frôlé la folie et à qui l'alcool est interdit. 
Mais un soir, au cours d'une réunion chez les Noland, voisins et amis, des conversations téléphoniques, l'une avec Emily, la sœur des deux frères, et l'autre avec Mildred, ont excédé P. M. et Donald qui se sont, étant ivres, violemment pris de querelle. Nora ramène P. M., tandis que Donald décide de passer coûte que coûte la frontière. Lil Noland, à qui il s'est confié, lui a indiqué un endroit où le passage est possible ; c'est encore elle qui prévient P. M. que les ranchers, effrayés par cet homme armé et saoul, organisent une battue dans l'espoir de devancer les gardes-frontières qui patrouillent en permanence. P. M., bientôt accompagné de Falk, un rancher pauvre, finit par retrouver Donald avant les autres. Ils vont essayer de franchir la rivière au Pas de la Mule. Donald réussit, mais P. M. se noie : il avait donné à Donald le meilleur cheval... En quittant le ranch à la tombée de la nuit, il avait aussi décidé de lui abandonner sa part de biens, en cas de malheur.

## Aspects particuliers du roman
L’action, concentrée sur quatre jours, se déploie avec lenteur parmi les orages d’une vallée mexicaine, à la saison des pluies. Elle mobilise ce « genre de haine que l’on ne retrouve que chez les gens d’une même famille » ; mais ici, à travers le sourd affrontement de deux frères que le destin a opposés, c’est la générosité qui finit par l’emporter.  

## Fiche signalétique de l'ouvrage

### Cadre spatio-temporel

#### Espace
Tumacacori (Arizona), village-frontière des États-Unis séparé de la petite ville mexicaine de Nogales par la rivière Santa Cruz.

#### Temps
Époque contemporaine.

### Les personnages

#### Personnage principal
Patrick Martin Ashbridge, appelé P. M. ou Pat, Américain. Rancher dans la vallée, avocat et « deputy sheriff » (titre surtout honorifique pour les propriétaires de ranch). Remariés après avoir divorcé de Peggy, pas d’enfants. 42 ans.

#### Autres personnages
- Donald Ashbridge, frère de P. M., condamné pour meurtre

- Mildred, son épouse, et leurs trois enfants

- Nora, femme de P. M. (précédemment mariée et divorcée)

- Lil Noland, épouse d’un autre rancher et amie de Nora.

## Éditions
- Édition originale : Presses de la Cité, 1949
- Tout Simenon, tome 3, Omnibus, 2002  (ISBN 978-2-258-06044-9)
- Le Livre de Poche n° 31346, 2009  (ISBN 978-2-253-14324-6)
- Romans durs, tome 7, Omnibus, 2012  (ISBN 978-2-258-09394-2)
- Romans durs, tome 7, Omnibus, 2023  (ISBN 978-2-258-20264-1)

## Adaptation cinématographique
- 1956 : Le Fond de la bouteille (The Bottom of the Bottle), film américain réalisé par Henry Hathaway, avec Van Johnson, Joseph Cotten et Ruth Roman

## Source
- Maurice Piron, Michel Lemoine, L'Univers de Simenon, guide des romans et nouvelles (1931-1972) de Georges Simenon, Presses de la Cité, 1983, p. 146-147  (ISBN 978-2-258-01152-6)